# Rolf Lassgård
Rolf Holger Lassgård, född 29 mars 1955 i Östersund, Jämtland, är en svensk skådespelare.
Lassgård har Guldbaggenominerats sex gånger varav han vunnit två; för Min store tjocke far (1992) och En man som heter Ove (2015).

## Biografi

### Uppväxt
Lassgård växte upp i Östersund på Rådhusgatan 110 på Söder samt i Odensala. Han gick bland annat i skola på Fagervallskolan och Österängsskolan. Han gjorde sin militärtjänst vid I 5 i sin hemstad Östersund 1974–1975, med befattning som kvartermästare. 

### Karriär
Lassgård var under skoltiden i Östersund verksam i  Östersunds Teaterverkstad. Han gick sedan Statens scenskola i Malmö 1975–1978, och fick därefter anställning hos Skånska Teatern i Landskrona. Där väckte han uppmärksamhet bland annat som Puck i Shakespeares En midsommarnattsdröm (1979 och 1980). Han flyttade till Gävle 1982, och tillsammans med regissören Peter Oskarson startade han Folkteatern i Gävleborg. Där spelade han Gråe jägarn i en uppsättning av Olof Högbergs Den stora vreden.
Lassgård fick sitt stora genombrott som filmskådespelare i Min store tjocke far (1992). Filmen gav honom Guldbaggen för bästa manliga huvudroll. Han porträtterade den hetlevrade och temperamentsfulle kriminalpolisen Gunvald Larsson i filmserien om kommissarie Martin Beck med Gösta Ekman i huvudrollen som spelades in på 1990-talet. Han spelade den nyfikne potatishandlaren i filmen med samma namn från 1996 regisserad av Lars Molin.
Genom åren har Lassgård haft ett långvarigt samarbete med filmregissören Colin Nutley då han medverkat i flera av dennes filmer, som till exempel Sånt är livet och The Queen of Sheba's Pearls. Rollen som Kurt Wallander är en roll han har spelat i nio filmer 1994–2007 baserade på Henning Mankells kriminalromaner.
Han spelade 2009–2010 rollen som mamman Edna Turnblad i musikalen Hairspray på Chinateatern i Stockholm.
Vid Guldbaggegalan 2021 nominerades Lassgård för sjätte gången. Denna gång för rollen som Marianne i dramafilmen Min pappa Marianne (2020).
Sedan 2005 sitter Lassgård i idrottsföreningen Brynäs IF:s valberedning. 

### Privatliv
Mellan 1982 och 2021 var han gift med Birgitta Lassgård. De träffades på Skånska teatern i Landskrona i slutet av 1970-talet och har tre barn tillsammans.

## Priser och utmärkelser
- 1992 – Guldbaggen för bästa manliga huvudroll för Min store tjocke far
- 2015 –  Guldbaggen för bästa manliga huvudroll för En man som heter Ove[6]
- 2016 – Minnessten på Landskronas Walk of Fame för sina insatser av utvecklingen av Skånska Teatern
- 2017 – Litteris et Artibus för framstående konstnärliga insatser som skådespelare
- 2018 – Årets Hederspris av Västerås Filmfestival.

## Filmografi

### Filmer
| År   | Titel                                 | Roll                         | Noter           |
| ---- | ------------------------------------- | ---------------------------- | --------------- |
| 1983 | Limpan                                | Vinberg                      |                 |
| 1989 | Kyrkkaffe                             | Kantorn                      | Kortfilm för TV |
| 1991 | Önskas                                | Bo Roine "Bosse" Persson     |                 |
| 1992 | Min store tjocke far                  | Fritz Algot 'Tjaffo' Nilsson |                 |
| 1992 | Kejsarn av Portugallien               | Agrippa                      | TV-film         |
| 1993 | Brandbilen som försvann               | Gunvald Larsson              |                 |
| 1993 | Kådisbellan                           | Fånge                        |                 |
| 1993 | Roseanna                              | Gunvald Larsson              |                 |
| 1993 | Sagan om pappan som bakade prinsessor | Majas pappa                  |                 |
| 1994 | Polismördaren                         | Gunvald Larsson              |                 |
| 1994 | Stockholm Marathon                    | Gunvald Larsson              |                 |
| 1994 | Mannen på balkongen                   | Gunvald Larsson              |                 |
| 1994 | Sommarmord                            | Backhammer                   |                 |
| 1995 | Hundarna i Riga                       | Kurt Wallander               |                 |
| 1995 | Petri tårar                           | Borgmästare                  |                 |
| 1996 | Potatishandlaren                      | Sture                        | TV-film         |
| 1996 | Den vita lejoninnan                   | Kurt Wallander               |                 |
| 1996 | Sånt är livet                         | Olle Sundqvist               |                 |
| 1996 | Jägarna                               | Erik Bäckström               |                 |
| 1997 | Hästen och tranan                     |                              |                 |
| 1997 | En frusen dröm                        | Knut Frænkel                 | Röstroll        |
| 1998 | Under solen                           | Olof                         |                 |
| 1999 | Magnetisörens femte vinter            | Selander                     |                 |
| 1999 | Tarzan                                | Clayton                      | Svensk röst     |
| 1999 | Där regnbågen slutar                  | Raymond "Rajje" Jonzon       |                 |
| 2000 | Gossip                                | Magnus Wiktorsson            |                 |
| 2001 | Villospår                             | Kurt Wallander               | TV-film         |
| 2001 | Familjehemligheter                    | Bosse Bendricks              |                 |
| 2002 | Den 5:e kvinnan                       | Kurt Wallander               |                 |
| 2002 | Hundarna                              |                              |                 |
| 2003 | Djungelboken 2                        | Baloo                        | Svensk röst     |
| 2003 | Capricciosa                           | Göran                        |                 |
| 2004 | The Queen of Sheba's Pearls           | Deafy                        |                 |
| 2004 | Tre solar                             | Torben                       |                 |
| 2005 | Steget efter                          | Kurt Wallander               |                 |
| 2006 | Efter bröllopet                       | Jørgen Lennart Hannson       |                 |
| 2007 | Pyramiden                             | Kurt Wallander               |                 |
| 2007 | Den man älskar                        | Alf                          |                 |
| 2008 | De galnas hus                         | Freiner                      |                 |
| 2008 | Angel                                 | Rick                         |                 |
| 2009 | Så olika                              | Martin Larsson               |                 |
| 2009 | Det enda rationella                   | Erland Fjellgren             |                 |
| 2009 | Ellas Geheimnis                       | Jack Reed                    | TV-film         |
| 2010 | Kennedys Hirn                         | Professor Hellström          |                 |
| 2011 | Jägarna 2                             | Erik Bäckström               |                 |
| 2013 | Uferlos!                              | Mikkel Nordergren            |                 |
| 2015 | Miraklet i Viskan                     | Bjarne                       |                 |
| 2015 | En man som heter Ove                  | Ove                          |                 |
| 2015 | Der Fall Barschel                     | Ray Steenkamp                | TV-film         |
| 2016 | Lejonkvinnan                          | Gustav                       |                 |
| 2017 | Downsizing                            | Dr. Jorgen Asbjørnsen        |                 |
| 2019 | Spionen                               | Thorsten Akrell              |                 |
| 2020 | Min pappa Marianne                    | Lasse / Marianne             |                 |
| 2021 | The Royal Game                        | Owen McConnor                |                 |
| 2021 | Quiet Freedom                         | Erik                         |                 |
| 2021 | Bamse och vulkanön                    | Bamse                        | röst            |
| 2022 | Andra akten                           | Harald                       |                 |
| 2022 | Kärleksbevis                          | Thomas                       |                 |
| 2023 | Bamse och världens minsta äventyr     | Bamse                        | röst            |

### TV
| År        | Titel                      | Roll                  | Noter      |
| --------- | -------------------------- | --------------------- | ---------- |
| 1991      | Sunes jul                  | Skogvaktaren          | 1 avsnitt  |
| 1992      | Blueprint                  | Adam Adler            | 1 avsnitt  |
| 1994      | Mördare utan ansikte       | Kurt Wallander        | 4 avsnitt  |
| 1998      | Kvinnan i det låsta rummet | Axel Hellner          | 3 avsnitt  |
| 2003      | Mannen som log             | Kurt Wallander        | 2 avsnitt  |
| 2006      | Brandvägg                  | Kurt Wallander        | 2 avsnitt  |
| 2006      | Möbelhandlarens dotter     | Verner Tidman         | 7 avsnitt  |
| 2010–2013 | Den fördömde               | Sebastian Bergman     | 4 avsnitt  |
| 2011–2015 | Dag                        | Ernst                 | 26 avsnitt |
| 2013      | Fröken Frimans krig        | Ruben Leman           | 1 avsnitt  |
| 2013      | En pilgrims död            | Lars Martin Johansson | 4 avsnitt  |
| 2014–2015 | Den fjärde mannen          | Lars Martin Johansson | 3 avsnitt  |
| 2018      | Den döende detektiven      | Lars Martin Johansson | 3 avsnitt  |
| 2018–2021 | Jägarna                    | Erik Bäckström        | 12 avsnitt |
| 2019–2021 | Exit                       | Martin Beskow         | 9 avsnitt  |
| 2020      | Utredningen                | Joachim Wall          | 6 avsnitt  |
| 2023      | Händelser vid vatten       |                       | 6 avsnitt  |

## Teater

### Roller (ej komplett)
| År   | Roll                                  | Produktion                                                                                   | Regi                      | Teater                  |
| ---- | ------------------------------------- | -------------------------------------------------------------------------------------------- | ------------------------- | ----------------------- |
| 1982 | Karl Engelstrand Santesson Emil Lykke | På jorden knappt leva vi få: Den heliga familjen Sångare! Vägen till Kanaan! Rudolf Värnlund | Peter Oskarson            | Skånska Teatern         |
| 1984 |                                       | Makten och ärligheten Lars Forssell                                                          | Peter Oskarson            | Folkteatern i Gävleborg |
| 1985 | Advokaten                             | Ett drömspel August Strindberg                                                               | Peter Oskarson            | Folkteatern i Gävleborg |
| 1988 | Gråe jägarn                           | Den stora vreden Olof Högberg                                                                | Peter Oskarsson           | Folkteatern i Gävleborg |
| 1991 | Jean                                  | Fröken Julie August Strindberg                                                               | Eva Stenman Rotstein      | Riksteatern             |
| 2000 | Billy Flynn                           | Chicago John Kander, Fred Ebb och Bob Fosse                                                  | Walter Bobbie Scott Faris | Oscarsteatern           |
| 2004 | Kjell Bjarne                          | Elling Axel Hellstenius                                                                      | Bo Hermansson             | Vasateatern             |
| 2009 | Edna Turnblad                         | Hairspray Mark Shaiman och Scott Wittman                                                     | Anders Albien             | Chinateatern            |

## Ljudboksuppläsningar (urval)
- 2004 – Pyramiden av Henning Mankell
- 2007 - Klockan 10.31 på morgonen i Khao Lak av Pigge Werkelin
- 2019 - Snöstorm av Vladimir Sorokin
- 2022 - Löpa varg av Kerstin Ekman